# Рождество Богородично (Пешкъпи)
„Рождество Богородично“ (на албански: Kisha e Shën Marisë) е православна църква в Албания, в поградечкото гранично село Пешкъпи.

## История
В селото има легенди за съществуване на епископия, за което говори и името му. Отбелязано е на гравюра на Христофор Жефарович от 1743 година под името „Епископи“. Теофан Попа в книгата си „Църковни надписи в Албания“ цитира гръцки надпис, който днес вече не съществува, поставен върху изображението на Света Богородица над входа от западната страна на църквата:
| „ | 1892 δια χειρός Αναστ(ασίου) Μιχ(αήλ) Ζωγρ(αφου) εκ της Αχριδος 1892 от ръцете на Анаст(асий) Мих(аил) Зогр(аф) от Охрид | “ |

## Архитектура
Църквата има проста архитектура и представлява еднокорабен правоъгълен храм с притвора на запад и апсида на изток. Изграден е от обикновени камъни, свързани с хоросан и е покрита с дървен покриви. Църквата има два входа – от западната и южната страна. След възстановяване в началото на XXI век архитектурата претърпява големи промени – западният вход е напълно затворен, тъй като от тази страна е изградена камбанария, а притворът е премахнат и от него са останали само няколко греди. Новата таванна конструкция поврежда и скрива запазения стенопис върху източния тимпан. Променена е и апсидата, която оригинално е придружена от протезис и диаконикон. Тя е заменена с голяма апсида, която елиминира протезиса. При реставрацията стенописите претърпяват сериозни щети и до голяма степен са загубени.

## Ктиторски надпис
От южната страна на наоса има лошо запазен кирилски надпис с червеникаво кафяво (фиг. 5). Написът е на пет реда, от които се отличават само няколко букви и думи. Използваната калиграфия е от средата на XVII век.
| „ | † [ПР]ѢЧИСТ ...Е.С И СЬ ДЫ ...РИꙖ И ВЬ ДН[Ѣ] В ЛЕТ(О)... ...Б(ОГ)Ь Д[А] <ГО/ГИ ПРОСТІ> | “ |

## Стенописи
Всички запазени стенописи са в източната част на храма. В диаконикона е главата на неидентифициран светец, вероятно Роман Сладкопевец, заобиколен от ореоли. По-горе, в пространството между кораба и апсидната арка, има още един фрагмент от стенопис, също много повреден – вероятно част от сцената Благовещение. Запазено е изображението на Света Богородица с изпъната напред лява ръка за получаване на Благата вест. Фигурата е облечана в лилаво и има златен ореол над главата. Фонът е тъмносив. Стенописът е силно провреден при свалянето на варта, с която е бил покрит. Запазена е частична сигнатура ΘΥ... и ..ΛΗΣΜΟΣ, което е ΜP – ΘY и ΕΥΑΓΓΕΛΗΣΜΟΣ („Богородица“ и „Благовещение“). Над апсидата е изобразен Убрус, а цялото триъгълно пространство на горната част е запазено за сценатата „Възнесение“. В двата края, макар и повредени, има големи рисувани медальони, три отляво и един отдясно. В медальоните са бюстове на пророци, които държат пергаменти в ръцете си. Сигнатурите извън медальоните са на гръцки, докато пергаментните надписи са на кирилица. В центъра е Света Богородица, заобиколена от ангели с червени крила, изправена с отворени към небето ръце, където Христос стои в Слава вътре в медальон (почти напълно повреден), държан от два ангела в полет, също облечени в алено. На разстояние от Богородица, симетрично от двете страни, виждаме изображенията на други два ангела, облечени като дякони, които разказват на апостолите момента на чудото. Сцената Възнесение е сходна с тази във „Възкресение Христово“ в Бер, дело на Георгиос Калиергис от 1315 година. Мотивът на Убрус, завързан в два възела и опънат в центъра, също принадлежи към този период, но се използва при украсата на църкви и в по-късни периоди – в асидата на „Света Петка“ от Онуфрий Аргитис в 1554 година.
Съседната църква „Свети Димитър“ в Туминец също е с тясна апсида, с две ниши отстрани и също има двуезични надписи – български и гръцки. Такава е и скалната „Свети Архангел Михаил“ в Тръстеник край Пустец. Непропорционалните фигури във Възнесение в полза на портретите с наивна рисунка в тъмнокафяво с дълъг нос, малки устни, малки рисувани очи, напомнят до известна степен на моделите от XIV век в района на Преспа.
Съдейки по стилистичните характеристики, в храма вероятно са работили двама художници, приблизително по едно и също време. Единият от тях е изрисувал барабана над апсидата (Убрус, Пророци и Възнесение), а другият художник е нарисувал долната част (останалият фрагмент от дякона в апсидата и Благовещение). Вторият е по-добър художник, който използва плътна тъмнокафява линия и придава добър пластичен ефект, прави фигурите по-изразителни с по-добро съотношение на светлосенките. При първия художник фигурите са по разляти, което нарушава естетическата страна в композицията. Той не успява да предаде изразителността, която събитието носи в себе си. Няма динамично линейно рисуване или пластично моделиране на портретите и завесите. Има дисхармония в рисуването на крайниците или дори на чертите на портретите.
Въз основа на калиграфията на споменатия по-горе надпис, който вероятно е направен приблизително по същото време, когато църквата е изписана, може да се заключи, че и стенописите са от средата на XVII век. Надписът, цитиран от Теофан Попа, както и датата на завършването му 1895 година от Анастас Михал Зограф от Охрид, вероятно е индикация за трета картина от външната страна на западната стена.